# Ferdinand Grautoff

Ferdinand Grautoff

Ferdinand Heinrich Grautoff  (* 10. August 1871 in Lübeck; † 15. Mai 1935 in Leipzig) war ein deutscher Journalist und Autor. Er veröffentlichte mehrere Bücher unter den Pseudonymen Seestern und Parabellum.

## Leben
Der Buchhändlersohn legte sein Abitur am Katharineum zu Lübeck ab. Ab 1891 studierte er in Berlin, Tübingen und Marburg Geschichte und Philosophie. 1899 wurde er in Marburg promoviert. Nach einem kurzen Zwischenspiel als Chefredakteur der Lübeckischen Anzeigen, wechselte er als politischer Redakteur zu den Leipziger Neusten Nachrichten. Zwischen 1900 und 1922 war er Hauptschriftleiter dieser Zeitung. Danach arbeitete er als Chefredakteur verschiedener technischer Blätter.
Grautoff schrieb neben seiner journalistischen Tätigkeit mehrere Sachbücher und Romane. Sein größter Erfolg war der 1905 veröffentlichte politisch-militärische Zukunftsroman 1906. Der Zusammenbruch der Alten Welt, der zu den meistverkauften Titeln seiner Zeit zählte. Das Buch erschien später auch in englischer, französischer, niederländischer und russischer Sprache.
Grautoff beschreibt darin einen Weltkrieg im Jahr 1906. In Deutsch-Samoa kommt es nach Provokationen zu einem blutigen Gefecht zwischen Deutschen und Briten. Danach stehen sich das Deutsche Reich mit seinen Verbündeten im Dreibund auf der einen sowie Großbritannien und Frankreich auf der anderen Seite in Europa gegenüber. Die blutigen Schlachten des Krieges in Belgien, Frankreich sowie in der Nord- und Ostsee führen allerdings dazu, dass die europäischen Staaten ihren Status als Weltmächte verlieren.
Grautoff und sein Bruder, der Kunsthistoriker Otto Grautoff, waren Enkel des Lübecker Lehrers und Bibliothekars Ferdinand Heinrich Grautoff. Die beiden gingen gemeinsam mit Heinrich Mann und Thomas Mann zur Schule.

## Werke
- Die Beziehungen Lübecks zu Christian IV. bis zum 30jährigen Kriege. Dissertation, Marburg i. H. 1899.
- 1906. Der Zusammenbruch der alten Welt. Leipzig 1905, (unter Pseudonym Seestern) Digitalisat.
- Bansai! Leipzig 1905, (unter Pseudonym Parabellum) Digitalisat 3. Aufl. anno 1908 – Internet Archive.
- Unter der Kaiserstandarte. Dieterich’sche Verlagsbuchhandlung Theodor Weicher, Leipzig 1910
- Die Garibaldidroschke und andere lustige Geschichten. Leipzig 1913
- In Leipzig während der Völkerschlacht und anderes aus der Franzosenzeit aus alten Familienpapieren. Leipzig 1913.
- Leipziger Neusten Nachrichten Auf unserer Flotte in der Ostsee. Leipzig 1915.
- Eine Fahrt an die Westfront. Leipzig 1915.
- Vierzehn Tage am goldenen Horn. Leipzig 1918.
- Fu, der Gebieter der Welt. Leipzig 1925.
- Deutsche Heimat in Wort und Bild. Leipzig 1926.